# Alice de Namur
Alice de Namur a fost moștenitoarea marchizatului de Namur, atunci când fratele său, Henric al IV-lea de Luxemburg a murit în 1196, fiind lipsit de moștenitori direcți.

## Familie și urmași
Parinții Alicei erau Godefroi I de Namur (n. 1067-d. 1139) și Ermesinda (n. 1075-d. 1143), fiica lui Conrad I de Luxemburg, conte de Luxemburg.
Alice a fost soția contelui Balduin al IV-lea de Hainaut. Din această căsătorie au rezultat următorii copii:
- Iolanda (1131–1202), căsătorită cu Hugo al IV-lea, conte de Saint-Pol
- Balduin (1134–1147)
- Agnes (1142–1168), căsătorită cu Raoul I de Coucy
- Geoffroi, (1147–1163) conte de Ostervant
- Guillaume (?–1230), căsătorit cu Mahaut de Lalaing
- Laurette (1150–1181), căsătorită cu Bouchard al IV-lea, conte de Montmorency
- Balduin (1150–1195), conte de Hainaut (1171-1195), conte de Flandra (1191-1195, în urma căsătoriei cu Margareta I de Flandra), marchiz de Namur (1189-1195)